# Sonet către Cristos răstignit
Sonetul către Cristos răstignit, cunoscut și după versul său inițial „Nu mă mișca, Doamne, ca să te iubesc”, este un poem anonim, una din creațiile de vârf ale poeziei mistice în limba spaniolă din a doua jumătate a secolului al XVI-lea. 

## Paternitate
Deși autorul său rămâne necunoscut, este atribuit de regulă sfântului Ioan de Ávila sau călugărului augustinian Miguel de Guevara, care l-a publicat în lucrarea sa Arta doctrinală și modul general de a învăța limba matlazinga (1638). Deși a fost tipărit pentru prima oară în lucrarea medicului madrilen Antonio de Rojas Cartea intitulată Viața spiritului (Madrid, 1628), a circulat cu mult timp înainte într-o versiune scrisă de mână. Cel mai puternic argument pentru atribuirea paternității lui Ioan de Ávila, după cum subliniază Marcel Bataillon, este că precedentul ideii centrale a sonetului (dragostea lui Dumnezeu pentru Dumnezeu însuși) se găsește în multe texte ale sfântului, precum, de exemplu, Audi filia unde sfântul spune:

„Aunque no hubiese infierno que amenazase, ni paraíso que convidase, ni mandamiento que constriñese, obraría el justo por sólo el amor de Dios lo que obra.” -cap. L (în română: „Chiar dacă nu ar exista iadul care să îl amenințe, nici raiul la care să jinduiască, nici vreo altă poruncă care să-l silească, cel drept ar lucra doar din dragoste de Dumnezeu ce ar lucra”).
Ipoteza ca Tereza de Ávila să fi fost autoarea sonetului nu se verifică, deoarece scriitoarea nu stăpânea tehnica versificației cu metri lungi; nici nu poate fi atribuită lui Francisc de Xavier sau lui Ignațiu de Loyola. Montoliú, în schimb, apără teza conform căreia autorul sonetului ar fi putut fi Lope de Vega.
Tema sonetului este idealul creștin de lepădare de sine fără răsplată.

## Textul sonetului
| Textul original No me mueve, mi Dios, para quererte el Cielo que me tienes prometido ni me mueve el Infierno tan temido para dejar por eso de ofenderte. Tú me mueves, Señor. Múeveme el verte clavado en una cruz y escarnecido; muéveme el ver tu cuerpo tan herido, muévenme tus afrentas, y tu muerte. Muéveme, en fin, tu amor, y en tal manera, que, aunque no hubiera Cielo, yo te amara, y, aunque no hubiera Infierno, te temiera. No me tienes que dar porque te quiera, pues, aunque lo que espero no esperara, lo mismo que te quiero te quisiera. | Traducere Nu mă mișcă, Doamne, ca să te iubesc Cerul pe care mi l-ai făgăduit nu mă mișcă nici Iadul mult temut ca să încetez astfel să te ofensez. Tu mă miști, Doamne. Mă mișcă să te văd bătut în cuie pe o cruce și batjocorit; mă mișcă să-ți văd trupul atât de rănit, mă mișcă jignirile și moartea ta. Mă mișcă, de fapt, iubirea ta, și-ntr-atât încât, chiar de n-ar exista Rai, eu te voi fi iubind, și chiar de n-ar exista Iad, m-aș teme de tine. Nu trebuie să-mi dai pentru că te iubesc, întrucât, chiar dacă ceea ce-aștept nu aș mai aștepta, așa cum te iubesc acum, mereu te-aș iubi. |